# 伊藤茂昭
伊藤 茂昭（いとう しげあき、1948年11月4日 - ）は、日本の弁護士。シティユーワ法律事務所パートナー。東京弁護士会会長や、日本弁護士連合会副会長、関東弁護士会連合会理事長等を務めた。兄は厚生労働省医政局長や全国社会保険協会連合会理事長などを務めた厚生労働技官・医師の伊藤雅治。

## 人物・経歴
新潟県西頚城郡木浦村（現・糸魚川市）生まれ。厚生労働省医政局長などを務めた伊藤雅治は兄。1967年新潟県立高田高等学校卒業、新潟大学医学部入学。6年間の在学を経て中退。大学闘争で公務執行妨害罪により起訴された経験から弁護士を志し、1973年中央大学法学部入学。1976年旧司法試験合格。1977年中央大学法学部卒業。1980年弁護士登録、東京弁護士会入会。
1983年に伊藤茂昭法律事務所を設立。1993年には伊藤・松田法律事務所を東京シティ法律税務事務所に改称し、2003年にシティユーワ法律事務所へと改組した。日本弁護士連合会事務次長等を経て、2005年東京弁護士会副会長、日本弁護士連合会常務理事。
2006年三井ホーム監査役、中小企業庁事業承継協議会理事、日本貿易振興機構重要財産処分にかかわる審議委員会委員長。2007年生活協同組合コープとうきょう監事、日本弁護士政治連盟幹事長。2015年東京弁護士会会長、日本弁護士連合会副会長、法務省検察官適格審査会委員。2016年日本弁護士政治連盟副理事長。2020年関東弁護士会連合会理事長。2023年旭日中綬章受章。